# 史籀篇
『史籀篇』（しちゅうへん）は、中国古代の漢字学習書。漢字を暗記に便利なように羅列した書物と考えられるが、現存しない。
『史籀篇』に使われていた文字を大篆または籀文と呼ぶ。これらがどういう文字であるかについては議論がある。

## 内容
『史籀篇』は早く失われてしまったために、何字あったのか、どのような形式だったのかは不明である。後の『蒼頡篇』や『千字文』などと同様に、韻文形式であったとは想像できる。『史籀篇』は、この種の書物では知られるかぎり最も古い。

## 歴史
『漢書』芸文志や『説文解字』に見える伝統的な説によると、『史籀篇』は15篇からなり、西周の宣王の太史であった籀（姓は不明、一説に史が姓）によって作られた漢字学習書である。のちの小篆とは異なる文字で書かれており、これを「籀文」または「大篆」と呼んだ。
唐の唐玄度『論十体書』によると、『史籀篇』は秦の焚書をまぬがれたが、王莽のときに失われた。後漢の建武年間に15篇中の9篇だけが発見され、章帝のときに王育が注釈を行ったが、2割から3割は意味が理解できなかったという。この頃にはすでに『蒼頡篇』や『急就篇』が行われて、『史籀篇』は時代おくれになっていた。その後、晋の時代に『史籀篇』は失われたという。
『漢書』芸文志には記されているものの、6篇が失われたとあり、『隋書』経籍志には記されていない。

## 王国維説
王国維は、『史籀篇』を西周時代の著作とすることに疑問を呈し、おそらくは『史籀篇』の史籀とは作者の名前ではなく、『蒼頡篇』・『急就篇』と同様に冒頭の1句から取ったものに過ぎないだろうという仮説を述べた。王国維によると、『史籀篇』の最初の1句はおそらく「大史籀書」であり、この「籀」は「読む」という意味の動詞で「太史が書を読む」という意味だったのが、のちに「太史籀の書」と誤解されたために、実在しない史籀という人物が生まれてしまったのだという。
文字の上でも、『説文解字』に「籀文」として載せる字が220字ほどあるが、これらは西周の字というよりは小篆に近く、石鼓文と秦の刻石の中間にあたるとして、王国維は籀文を始皇帝以前の秦の文字であり、古文が東方の文字であるのに対して西方の文字であると考えた。